# Mazda Cosmo
Mazda Cosmo är en Gran turismo som tillverkades av den japanska biltillverkaren Mazda i fyra generationer mellan 1967 och 1995, alla med Mazdas wankelmotor.

## Mazda Cosmo Sport 110S
På bilsalongen i Tokyo 1964 visade Mazda upp en prototyp till en sportbil med wankelmotor. Problemen med hög bränsleförbrukning och tätningen mellan den triangulära kolven och cylinderväggarna visade sig vara svårlösta och produktionen startade först 1967. Denna första version tillverkades i 343 exemplar.
Redan sommaren 1968 kom en uppdaterad version, med längre hjulbas för rymligare kaross, femväxlad växellåda och starkare motor. Serie II tillverkades i 1176 exemplar.
Versioner:
| Modell   | Motor                | Cylindervolym | Effekt | Bränslesystem   |
| -------- | -------------------- | ------------- | ------ | --------------- |
| Serie I  | 2-skivig wankelmotor | 982 cm³       | 110 hk | Enkel förgasare |
| Serie II | 2-skivig wankelmotor | 982 cm³       | 130 hk | Enkel förgasare |

## Mazda Cosmo CD
Mazdas försök att sälja familjebilar som RX-3 och RX-4 med wankelmotor fick en rejäl törn efter oljekrisen 1973 då bensinpriserna rusade i höjden. Mazda tog då fram en exklusivare GT-version baserad på 929:an. Namnet Cosmo kom åter till heders men på många exportmarknader kallades den Mazda RX-5. Karossen fanns i två olika versioner: en fastback-coupé och en mer traditionell notchback. Bilen sålde bra på hemmaplan men utanför Japan uteblev framgångarna och efter 1979 var sportbilen RX-7 den enda Mazdan med wankelmotor som exporterades.
Notchback-modellen såldes på export även med kolvmotor som Mazda 121L.

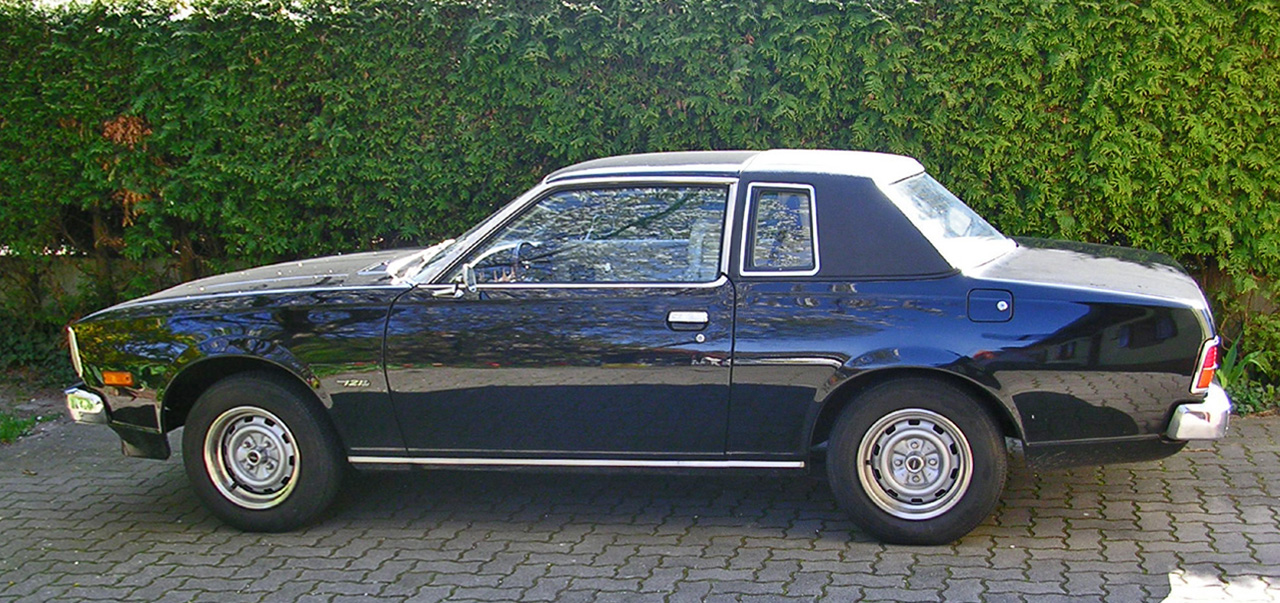
Mazda 121L

Versioner:
| Modell | Motor                | Cylindervolym | Effekt | Bränslesystem   |
| ------ | -------------------- | ------------- | ------ | --------------- |
| 12A    | 2-skivig wankelmotor | 1146 cm³      | 125 hk | Enkel förgasare |
| 13B    | 2-skivig wankelmotor | 1308 cm³      | 135 hk | Enkel förgasare |

## Mazda Cosmo HB
Mazda Cosmo HB delade bilplattform med Mazda 929. Bilen såldes nu endast i Japan och fanns både som sedan och coupé. Coupén såldes på export under beteckningen 929 men då med kolvmotor. 
Versioner:
| Modell    | Motor                | Cylindervolym | Effekt | Bränslesystem          |
| --------- | -------------------- | ------------- | ------ | ---------------------- |
| 12A Turbo | 2-skivig wankelmotor | 1146 cm³      | 160 hk | Enkel förgasare, turbo |
| 13B       | 2-skivig wankelmotor | 1308 cm³      | 135 hk | Enkel förgasare        |

## Eunos Cosmo JC
Den fjärde generationen Cosmo såldes under Mazdas lyxbilsmärke Eunos. Förutom den tvåskiviga wankelmotorn erbjöds även en treskivig motor, den enda sådana som serieproducerats. Bilen såldes endast i Japan och därmed var både motoreffekt (280 hk) och toppfart (180 km/h) begränsad enligt då gällande regler. Då Cosmon var Mazdas flaggskepp såldes den med de flesta elektroniska tillbehör som gick att uppbringa som standard.
Versioner:
| Modell    | Motor                | Cylindervolym | Effekt | Bränslesystem             |
| --------- | -------------------- | ------------- | ------ | ------------------------- |
| 13B Turbo | 2-skivig wankelmotor | 1308 cm³      | 230 hk | Bränsleinsprutning, turbo |
| 20B Turbo | 3-skivig wankelmotor | 1962 cm³      | 280 hk | Bränsleinsprutning, turbo |